# Sous faux pavillon (film, 1939)
Pour plus de détails, voir Fiche technique et Distribution.
Sous faux pavillon (titre original : Calling All Marines) est un film américain en noir et blanc réalisé par John H. Auer, sorti en 1939.

## Synopsis
Un gangster s'enrôle dans les marines pour aider son chef de gang à voler des documents militaires secrets, mais son expérience changera-t-elle ses habitudes ?

## Fiche technique
- Titre : Sous faux pavillon
- Titre original : Calling All Marines
- Réalisation : John H. Auer
- Scénario : Earl Felton, Harrison Carter
- Photographie : Ernest Miller
- Montage : Ernest J. Nims
- Musique : William Lava
- Producteur : Armand Schaefer
- Société de production : Republic Pictures
- Pays de production : États-Unis
- Format : noir et blanc - projection : 1,37:1 - son : Mono (RCA High Fidelity Recording)
- Genre : Action, Drame
- Dates de sortie : 67 minutes
  - États-Unis : 20 septembre 1939
  - France : 4 octobre 1942

## Distribution
- Donald Barry : 'Blackie' Cross
- Helen Mack : Judy Fox
- Warren Hymer : Snooker
- Robert Kent : le sergent Marvin Fox
- Cy Kendall : Big Joe Kelly
- Leon Ames as Murdock
- Selmer Jackson : le colonel C.B. Vincent
- Janet McLeay : Pat
- Walter McGrail : le capitaine Chester
- George Chandler : John Gordon
- Jay Novello : Lefty
- James Flavin : le sergent Smith
- Joe Devlin : Dutch
- Thomas Carr : jeune Marine